# 珍珠果酱乐队
珍珠果酱乐队（英語：Pearl Jam）是一支美国摇滚乐队，1990年成立于华盛顿州西雅图。乐队成立时成员包括艾迪·維達（主唱）、杰夫·阿曼特（贝斯）、斯通·歌萨德（节奏吉他）、迈克·麦克里迪（主吉他）和戴夫·克鲁森（鼓手）。之后乐队鼓手几度易人，马特·张伯伦、戴夫·艾布鲁祖斯和杰克·艾恩斯都曾先后加入乐队又离开，乐队现任鼓手为马特·卡梅隆，卡梅隆于1998年加入乐队。自90年代起至今珍珠果醬唱片銷量與活躍度皆是同期樂團中的佼佼者，被認為是90年代較具有影響力與受歡迎的樂團。

## 外部連結
- 官方网站 （英文）
- 珍珠果酱乐队在Allmusic上的頁面 （英文）